# Angiopolybia pallens
Angiopolybia pallens (лат.) — вид общественных ос семейства Vespidae. Эндемик неотропики. Один из самых обычных и широко распространённых в Южной Америке видов ос, отдельные популяции которых имеют значительную генетическую дифференциацию. Мелкие осы, длина тела составляет около 1 см. Личинок выкармливают мелкими членистоногими, а также мясом трупов животных и, иногда, икринками и головастиками лягушек. Среди врагов ос хищные кочевые муравьи.

## Распространение
Неотропика. Южная и Центральная Америка: Боливия, Бразилия, Венесуэла, Гайана, Колумбия, Панама, Перу, Суринам, Тринидад, Французская Гвиана, Эквадор.
Присутствие A. pallens как в амазонских, так и в атлантических дождевых лесах предполагает, что этот вид имел обширный и непрерывный ареал в прошлом, что также согласуется с гипотезой о существовании кайнозойской связи между этими лесами до ледникового периода. Центр происхождения A. pallens, вероятно, находится в регионе Амазонки.

## Описание
Мелкие осы, длина тела составляет около 1 см (от 10 до 13 мм). Основная окраска тела буровато-жёлтая. Сложные глаза с волосками. Оцеллии мелкие. Вершина наличника заострённая. Формула щупиков 6,4 (нижнечелюстные + нижнегубные). Метанотум округлый. Скутеллюм относительно плоский. Проподеальный киль отсутствует.
От представителей близких видов отличаются следующими признаками: щетинки на глазах, щеки снизу плавно изогнуты; скуловая щель короткая, клипеус с боковыми лопастями, касающимися глаз; оцеллии кпереди от ската темени; дорсальный мезэпистернальный склерит узкий; мелкими размерами (у A. paraensis и A. obidensis размеры от 14 до 17 мм, скуловая щель длинная, клипеус с боковые лопасти клипеуса не касаются глаз, дорсальный мезэпистернальный склерит широкий и глаза голые); антеровентральные углы пронотума увеличенные и расположены ниже пронотальных ямок, затылочный киль отсутствует (он имеется у A. zischkai).
Морфологические касты слабо выражены и практически отсутствуют.

## Биология и экология
Общественные осы, численность семей которых достигает нескольких сотен особей. Гнёзда прикрепляются на стебельке к листьям или ветвям тропических растений (кустов или небольших деревьев). Находятся на высоте от 30 см до 3 м над уровнем земли; внешне напоминают перевёрнутый кувшин с узким горлышком или бумажные гнёзда европейских общественных ос, имеют буровато-жёлтый цвет и длинный нижний вход — раструб. Гнездо обычно состоит из смеси слюнных выделений и растительных волокон.
Хищники, охотятся на мелких членистоногих для пропитания своих личинок. Имаго питаются нектаром. Иногда, как и представители рода Agelaia, демонстрируют поведение некрофагов: их рабочие осы могут собирать кусочки плоти с мёртвых животных.
В Тринидаде (Вест-Индия) обнаружено, что социальные осы Angiopolybia pallens и Polybia rejecta находят и проникают в пенные гнёзда мелких лягушек Engystomops pustulosus (размер лягушек — от 2 до 3 см), где они охотятся на их яйца (икринки) и головастиков. Когда самка лягушки откладывает яйца, она выделяет вязкую белковую жидкость, которую самец взбивает задними лапами в пену (процесс сходен с взбиванием яичных белков на кухне). Потомство лягушек в пенных гнёздах на ранних стадиях почти невосприимчиво к хищничеству ос, но они становятся более уязвимыми по мере того, как гнёзда стареют, пена распадается и уже не скрывает расплод лягушек. Осы предпочитают именно такие старые пенные гнёзда. При охоте и обследовании осы часто взмахивают крыльями, когда ходят по поверхности гнезда, возможно, чтобы не попасть в плёнку на поверхности. В то же время A. pallens в поисках корма обычно зарывались и погружались на глубину всей головой и частью груди внутрь пенного образования. В 1979 году было обнаружено, что осы транспортируют в своё гнездо не только найденные яйца или головастиков, а иногда и фрагменты пены гнезда лягушек Leptodactylus pentadactylus.
В гнёздах ос обнаружен паразитоидный наездник рода Brachymeria (Chalcididae); предполагается, что он попадает в гнёзда из заражённых гусениц бабочек, приносимых фуражирами в качестве провизии.

### Фуражировка
A. pallens демонстрирует уникальный режим питания по сравнению с большинством социальных ос во многих отношениях. Они более активны днём по сравнению со многими другими видами ос. Эти осы, как правило, наиболее активны при сборе нектара между 7 и 8 часами утра, вылетают на охоту и собирают добычу между 10 и 11 часами утра и собирают мякоть для постройки гнезда, как правило, перед поиском пищи. Другие виды ос начинали свою деятельность позже в тот же день и заканчивали раньше. A. pallens обычно становятся первыми осами, которые появляются в ловушках с тушами мёртвых животных, установленных в экспериментальных целях для изучения характера питания. Осы также собирают нектар, другую добычу и материал для гнёзд примерно в равных долях. Другие социальные осы, как правило, сосредотачиваются на сборе сахаросодержащих продуктов.

### Некрофагия
Наблюдения в Бразилии показали, что A. pallens часто кормятся падалью: среди ос, обнаруженных на трупах животных, представители этого вида составляли 43,5 %. A. pallens не переносят куски мяса в гнездо: они поедают их на месте кормления, а съеденную пищу впоследствии срыгивают другим рабочим в гнезде. Кроме того, эти осы с большей вероятностью поедают падаль во время наиболее сухих месяцев в году — с июля по декабрь. Было замечено, что A. pallens является наиболее важной осой в Южной Америке, питающейся падалью. Дополнительным поведением, которое проявляет A. pallens, является взаимодействие с другими осами и муравьями при поедании туш. A. pallens обычно являются первыми осами, которые летят на мёртвую тушу животного, но обычно удаляются, когда к туше приближается другой более крупный вид ос. Однако осы A. pallens начинают парить над муравьями, время от времени бросаясь на них вниз, заставляя муравьёв спасаться бегством. Затем осы приземляются на эту конкретную область туши и продолжают кормление. Они продолжают запугивать муравьёв, предотвращая вторжение в их пространство, поднимая крылья и бросаясь к муравьям. Таким образом, осы успешно добывают пищу из туш даже в присутствии муравьёв.

### Роевое поведение
Роение — основной метод, используемый осами для перехода от одного места гнездования к новому. Такой тип поведения характерен для А. pallens  и поэтому особую важность приобретает коммуникация внутри осиной колонии. Осы разделяются на два разных роя, когда начинают поиск нового места для гнезда. Первый рой состоит из маток и рабочих, и эта группа покидает место гнездования, чтобы найти новое место для основания колонии. Второй рой включает в себя остальную взрослую популяцию и возникает после разрушения предыдущего гнезда. Королева является основательницей колонии, поскольку она необходима для производства новых рабочих, чтобы помочь полностью основать гнездо.

### Коммуникация ос
Как только осы находят новое удобное место для гнездования, рабочие A. pallens передают эту информацию другим членам колонии посредством железистых выделений своих антенн. Они совершают восходящие пробеги длиной несколько сантиметров по вертикальным поверхностям, создавая своего рода дорожную карту для взрослых ос. Передняя часть тела осы слегка наклонена вверх, в то время как усики двигаются по поверхности перед насекомым, чтобы поддерживать связь с покрытием. При этом свои крылья они держат приподнятыми. Как правило, A. pallens начинают использовать этот след примерно через 3 часа после образования роя. Это означает, что новое место уже обнаружено и обустраивается.

## Враги
Хищничество муравьёв и ненастная погода — две основные причины гибели гнёзд A. pallens и других социальных ос. В связи с этим осы пытаются найти такое место, которое защитит их от непогоды и сделает недоступными для хищников; среди последних наибольшую угрозу для гнёзд A. pallens представляют кочевые муравьи — считается, что именно они стали одной из движущих сил в эволюции архитектуры осиных гнёзд. Было обнаружено, что A. pallens строят свои гнёзда рядом с древесными муравьями, чтобы защитить себя от кочевых муравьёв. Эволюционная реакция на этот вариант нападения хищников — способность взрослой популяции сбежать, переместить колонию и заменить гнездо.

## Генетика
В тропических лесах Атлантики и Амазонки обнаружена значительная генетическая дифференциация популяций A. pallens. Частично эта дифференциация объясняется тем фактом, что тропические леса разделены на части, что делает поток генов между популяциями маловероятным. Виды A. pallens в итоге оказались разделёнными на восемь отдельных гаплогрупп, которые объединяются в группы A, B и C. Осы в группе A происходят из южной части Баии на востоке Бразилии, а группа B объединяет гаплогруппы, обнаруженные в северо-восточной Баии, в Санта-Терезинье и Вера-Крусе (также все на востоке Бразилии). Группа C включала ос, обнаруженных во Французской Гвиане, Эквадоре и Перу. Присутствие этих различных гаплогрупп предполагает, что в какой-то момент ареал этого вида был существенно бо́льшим. Гипотеза о том, что эти леса были связаны до ледниковых событий, подтверждается присутствием A. pallens в столь сильно удалённых друг от друга регионах Южной Америки. Вид, вероятно, начал диверсифицироваться из-за географической изоляции части популяций в кайнозойскую эру.

## Систематика

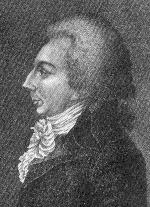
А. Лепелетье

Вид был впервые описан в 1836 году французским энтомологом Амедеем Луи Мишелем Лепелетье (1770—1845) под названием Rhopalidia pallens Lepeletier, 1836. Видовое название несколько раз менялось из-за таксономических проблем. В 1943 году взамен родового имени Rhopalidia Lepeletier, 1836 (сходного с названием ос-полистин Старого Света Ropalidia Guérin-Méneville, 1831) было предложено название Stelopolybia, которое в 1946 году было заменено на Angiopolybia. В 1976 году это изменение было принято согласно решению Международной комиссии по зоологической номенклатуре № 1051.
Молекулярно-филогенетические исследования показали, что A. pallens имеет сестринское отношение к виду A. zischkai, а они вместе являются сестринской группой для клады двух других видов этого рода, A. paraensis и A. obidensis.